# Camillo II Gonzaga
Camillo II Gonzaga (Novellara, 25 maggio 1581 – Novellara, 8 novembre 1650) è stato un nobile italiano, conte di Novellara e Bagnolo dal 1595 al 1640 e dal 1644 al 1650.

## Biografia
Camillo era figlio di Alfonso I Gonzaga, conte di Novellara e Bagnolo, e di Vittoria di Capua; successe nella titolarità della contea nel 1595, alla morte dello zio Camillo I, che aveva coregnato dal 1530 con lo stesso Alfonso I (suo fratello minore, deceduto nel 1589) e con l'altro fratello primogenito, Francesco II (deceduto nel 1577). Camillo II ottenne la conferma della propria investitura come conte di Novellara e Bagnolo, da parte dell'imperatore Rodolfo II, nel 1596.
Sposò il 13 gennaio 1605 Caterina (16 agosto 1586-23 maggio 1618), figlia di Alfonso Felice d'Avalos d'Aragona e di Lavinia Feltria della Rovere.
In qualità di condottiero fu al servizio del re di Spagna.
Nel 1616 fece costruire a Novellara il campanile della Chiesa di Santo Stefano e l'ospedale.
Nel biennio 1626-27 fu contrapposto al fratello Alfonso, vescovo di Rodi, per i beni famigliari "posseduti per indiviso" fino al 1607. Il processo civile vedrà il Duca di Guastalla Ferrante II Gonzaga investito in qualità di commissario cesareo; questi delegherà a sua volta il governatore di Reggio, giudice Camillo Bevilaqua.
Il paese fu colpito nel 1630 dalla pestilenza, che provocò numerosissime vittime.
Nel 1636 si recò a Roma dove prese i voti e dopo quattro anni abdicò a favore del figlio Alessandro, che, morendo nel 1644, lasciò il potere ancora nelle mani del padre, deceduto nel 1650.

## Discendenza
Camillo e Caterina ebbero nove figli:
- Lavinia Tecla (14 ottobre 1607 – 20 febbraio 1639), sposò in prime nozze il 17 dicembre 1628 Wratislaw I von Fürstenberg (1584-1631), conte di Fuerstenberg; in seconde nozze il 7 ottobre 1635 Ottone Federico conte von Harrach zu Rohrau (1610-1639);
- Vittoria Egidia (? – 1627);
- Alfonso (? – 1611);
- Giulio Cesare (? – 1611);
- Alessandro (1611 – 1644), successe al padre per quattro anni nel 1640;
- Giampietro (? – 1630);
- Alfonso (1616 – 1678), settimo conte di Novellara e Bagnolo;
- Faustina (1617 – 1637), monaca nel convento del Corpus Domini a Pesaro;
- Giulio Cesare (29 aprile 1618 – 23 novembre 1676), governatore di Civitavecchia.

## Ascendenza
|                           |                    |                             | Genitori                |  |  | Nonni |  |  | Bisnonni           |  |  | Trisnonni                     |  |
|                           |                    |                             |                         |  |  |       |  |  | Giampietro Gonzaga |  |  | Francesco I Gonzaga-Novellara |  |
|                           |                    |                             |                         |  |  |       |  |  | Giampietro Gonzaga |  |  | Francesco I Gonzaga-Novellara |  |
|                           |                    | Costanza Strozzi            |                         |  |  |       |  |  | Giampietro Gonzaga |  |  |                               |  |
| Alessandro I Gonzaga      |                    |                             |                         |  |  |       |  |  | Giampietro Gonzaga |  |  |                               |  |
|                           |                    | Caterina Torelli            | …                       |  |  |       |  |  |                    |  |  |                               |  |
|                           |                    | Caterina Torelli            | …                       |  |  |       |  |  |                    |  |  |                               |  |
|                           |                    | Caterina Torelli            | …                       |  |  |       |  |  |                    |  |  |                               |  |
| Alfonso I Gonzaga         |                    | Caterina Torelli            |                         |  |  |       |  |  |                    |  |  |                               |  |
|                           |                    | Giberto VII da Correggio    | Manfredo I da Correggio |  |  |       |  |  |                    |  |  |                               |  |
|                           |                    | Giberto VII da Correggio    | Manfredo I da Correggio |  |  |       |  |  |                    |  |  |                               |  |
|                           |                    | Giberto VII da Correggio    | Agnese Pio di Savoia    |  |  |       |  |  |                    |  |  |                               |  |
| Costanza da Correggio     |                    | Giberto VII da Correggio    |                         |  |  |       |  |  |                    |  |  |                               |  |
|                           |                    | Violante Pico               | …                       |  |  |       |  |  |                    |  |  |                               |  |
|                           |                    | Violante Pico               | …                       |  |  |       |  |  |                    |  |  |                               |  |
|                           |                    | Violante Pico               | …                       |  |  |       |  |  |                    |  |  |                               |  |
| Camillo II Gonzaga        |                    | Violante Pico               |                         |  |  |       |  |  |                    |  |  |                               |  |
|                           | Francesco di Capua | …                           |                         |  |  |       |  |  |                    |  |  |                               |  |
|                           | Francesco di Capua | …                           |                         |  |  |       |  |  |                    |  |  |                               |  |
|                           | Francesco di Capua | …                           |                         |  |  |       |  |  |                    |  |  |                               |  |
| Giovanni Tommaso di Capua | Francesco di Capua |                             |                         |  |  |       |  |  |                    |  |  |                               |  |
|                           |                    | Laudomia Arcamone           | …                       |  |  |       |  |  |                    |  |  |                               |  |
|                           |                    | Laudomia Arcamone           | …                       |  |  |       |  |  |                    |  |  |                               |  |
|                           |                    | Laudomia Arcamone           | …                       |  |  |       |  |  |                    |  |  |                               |  |
| Vittoria di Capua         |                    | Laudomia Arcamone           |                         |  |  |       |  |  |                    |  |  |                               |  |
|                           |                    | Camillo Colonna di Zagarolo | …                       |  |  |       |  |  |                    |  |  |                               |  |
|                           |                    | Camillo Colonna di Zagarolo | …                       |  |  |       |  |  |                    |  |  |                               |  |
|                           |                    | Camillo Colonna di Zagarolo | …                       |  |  |       |  |  |                    |  |  |                               |  |
| Faustina Colonna          |                    | Camillo Colonna di Zagarolo |                         |  |  |       |  |  |                    |  |  |                               |  |
|                           |                    | Vittoria Colonna            | …                       |  |  |       |  |  |                    |  |  |                               |  |
|                           |                    | Vittoria Colonna            | …                       |  |  |       |  |  |                    |  |  |                               |  |
|                           |                    | Vittoria Colonna            | …                       |  |  |       |  |  |                    |  |  |                               |  |
|                           |                    | Vittoria Colonna            |                         |  |  |       |  |  |                    |  |  |                               |  |